# La Neuville-en-Hez
La Neuville-en-Hez és un municipi francès, situat al departament de l'Oise i a la regió dels Alts de França. L'any 2007 tenia 968 habitants.

## Demografia

### Població
El 2007 la població de fet de La Neuville-en-Hez era de 968 persones. Hi havia 368 famílies de les quals 75 eren unipersonals (16 homes vivint sols i 59 dones vivint soles), 103 parelles sense fills, 162 parelles amb fills i 28 famílies monoparentals amb fills.
La població ha evolucionat segons el següent gràfic:
Habitants censats

### Habitatges
El 2007 hi havia 408 habitatges, 367 eren l'habitatge principal de la família, 19 eren segones residències i 21 estaven desocupats. 386 eren cases i 16 eren apartaments. Dels 367 habitatges principals, 306 estaven ocupats pels seus propietaris, 48 estaven llogats i ocupats pels llogaters i 14 estaven cedits a títol gratuït; 4 tenien una cambra, 14 en tenien dues, 63 en tenien tres, 84 en tenien quatre i 202 en tenien cinc o més. 263 habitatges disposaven pel capbaix d'una plaça de pàrquing. A 141 habitatges hi havia un automòbil i a 203 n'hi havia dos o més.

### Piràmide de població
La piràmide de població per edats i sexe el 2009 era:
| Homes | Edats   | Dones |
| ----- | ------- | ----- |
| 0     | 95 o +  | 0     |
| 4     | 90 a 94 | 4     |
| 4     | 85 a 89 | 4     |
| 8     | 80 a 84 | 8     |
| 12    | 75 a 79 | 24    |
| 8     | 70 a 74 | 12    |
| 8     | 65 a 69 | 8     |
| 12    | 60 a 64 | 8     |
| 20    | 55 a 59 | 12    |
| 16    | 50 a 54 | 20    |
| 48    | 45 a 49 | 36    |
| 60    | 40 a 44 | 64    |
| 52    | 35 a 39 | 48    |
| 24    | 30 a 34 | 36    |
| 8     | 25 a 29 | 24    |
| 12    | 20 a 24 | 28    |
| 52    | 15 a 19 | 60    |
| 28    | 10 a 14 | 60    |
| 32    | 5 a 9   | 28    |
| 12    | 0 a 4   | 32    |

## Economia
El 2007 la població en edat de treballar era de 664 persones, 502 eren actives i 162 eren inactives. De les 502 persones actives 469 estaven ocupades (249 homes i 220 dones) i 34 estaven aturades (20 homes i 14 dones). De les 162 persones inactives 66 estaven jubilades, 51 estaven estudiant i 45 estaven classificades com a «altres inactius».

### Ingressos
El 2009 a La Neuville-en-Hez hi havia 379 unitats fiscals que integraven 1.012,5 persones, la mediana anual d'ingressos fiscals per persona era de 21.700 €.

### Activitats econòmiques
Dels 34 establiments que hi havia el 2007, 1 era d'una empresa alimentària, 6 d'empreses de fabricació d'altres productes industrials, 7 d'empreses de construcció, 5 d'empreses de comerç i reparació d'automòbils, 2 d'empreses de transport, 2 d'empreses d'hostatgeria i restauració, 2 d'empreses d'informació i comunicació, 4 d'empreses de serveis, 4 d'entitats de l'administració pública i 1 d'una empresa classificada com a «altres activitats de serveis».
Dels 8 establiments de servei als particulars que hi havia el 2009, 1 era una oficina de correu, 1 paleta, 1 guixaire pintor, 3 lampisteries, 1 electricista i 1 restaurant.
Dels 3 establiments comercials que hi havia el 2009, 1 era una botiga de menys de 120 m², 1 una botiga de congelats i 1 una joieria.
L'any 2000 a La Neuville-en-Hez hi havia 4 explotacions agrícoles.

## Equipaments sanitaris i escolars
L'únic equipament sanitari que hi havia el 2009 era una farmàcia.
El 2009 hi havia una escola elemental.

## Poblacions més properes
El següent diagrama mostra les poblacions més properes.